# Liste des épisodes de Degrassi : La Nouvelle Génération

Cette page présente la liste des épisodes de la série télévisée Degrassi : La Nouvelle Génération (Degrassi: The Next Generation).

## Saison 1 (2001-2002)
1. Réunion entre mère et enfant [1/2] (Mother and Child Reunion [1/2])
2. Réunion entre mère et enfant [2/2] (Mother and Child Reunion [2/2])
3. Politique familiale (Family Politics)
4. Belle et potelée (Eye of the Beholder)
5. Journées portes ouvertes (Parents' Day)
6. Roméo et Juliette (The Mating Game)
7. La Sélection (Basketball Diaries)
8. Révélations (Secrets and Lies)
9. C'est arrivé (Coming of Age)
10. Elle court, elle court la rumeur (Rumours and Reputations)
11. Une soirée d'enfer (Friday Night)
12. Mon rêve à moi (Wannabe)
13. Cabaret (Cabaret)
14. Contrôle sous haute tension (Under Pressure)
15. Tout est fini (Jagged Little Pill)

## Saison 2 (2002-2003)
1. Un père violent [1/2] (When Doves Cry [1/2])
2. Un père violent [2/2] (When Doves Cry [2/2])
3. Déception amoureuse (Girls Just Want to Have Fun)
4. À chacun son karma (Karma Chameleon)
5. Une expérience scientifique (Weird Science)
6. Une virée mémorable (Drive)
7. Humiliation [1/2] (Shout [2/2])
8. Humiliation [2/2] (Shout [2/2])
9. L'Image de soi (Mirror in the Bathroom)
10. Un battement de cœur (Take My Breathe Away)
11. Le Regard des autres (Don't Believe the Hype)
12. Mariage en blanc [1/2] (White Wedding [1/2])
13. Mariage en blanc [2/2] (White Wedding [2/2])
14. Être et paraître (Careless Whisper)
15. Ils en pincent tous pour la prof (Hot for Teacher)
16. Une bouteille à la mer (Message in a Bottle)
17. À toi, pour toujours (Dressed in Black)
18. Généralissime (Relax)
19. Liberté d'expression (Fight For Your Right)
20. Provocation (How Soon is Now?)
21. Déchirures [1/2] (Tears Are Not Enough [1/2])
22. Déchirures [2/2] (Tears Are Not Enough [2/2])

## Saison 3 (2003-2004)
1. La Figure du père [1/2] (Father Figure [1/2])
2. La Figure du père [2/2] (Father Figure [2/2])
3. Séduction(U Got the Look)
4. Fierté [1/2] (Pride [1/2])
5. Fierté [2/2] (Pride [2/2])
6. Mauvais garçon (Gangsta Gangsta)
7. Partir ou rester ? (Should I Stay Or Should I Go?)
8. Cri étouffé (Whisper To A Scream)
9. Contre toute attente (Against All Odds)
10. Blessures (Never Gonna Give You Up)
11. Vacances [1/2] (Holiday [1/2])
12. Vacances [2/2] (Holiday [2/2])
13. Un homme charmant (This Charming Man)
14. Accidents [1/2] (Accidents Will Happen [1/2])
15. Accidents [2/2] (Accidents Will Happen [2/2])
16. Même pas peur (Take On Me)
17. C'est bien fini (Don't Dream It's Over)
18. Rock Attitude (Rock and Roll High School)
19. Premier rendez-vous (It's Raining Men)
20. L'École buissonnière (I Want Candy)
21. Mauvaises fréquentations (Our House)
22. Fête de fin d'année (The Power of Love)

## Saison 4 (2004-2005)
1. Fantôme [1/2] (Ghost in the Machine [1/2])
2. Fantôme [2/2] (Ghost in the Machine [2/2])
3. Une belle preuve d'amour (King of Pain)
4. Coup sur coup (Mercy Street)
5. Ellie et sa mère (Anywhere I Lay My Head)
6. Tel est pris (Islands in the Stream)
7. Point de rupture [1/2] (Time Stands Still [1/2])
8. Point de rupture [2/2] (Time Stands Still [2/2])
9. Un héros malheureux (Back in Black)
10. Notre chanson (Neutron Dance)
11. Les Mots pour le dire [1/2] (Voices Carry [1/2])
12. Les Mots pour le dire [2/2] (Voices Carry [2/2])
13. Quand Cupidon s'en mêle (Bark at the Moon)
14. Secret [1/2] (Secret [1/2])
15. Secret [2/2] (Secret [2/2])
16. Les Aveux (Eye of the Tiger)
17. Reine de cœur (Queen of Hearts)
18. Un secret mal gardé (Modern Love)
19. Triste journée pour Marco (Moonlight Desires)
20. Le Bal (West End Girls)
21. Jay et Bob à Degrassi [1/2] (Goin' Down the Road [1/2])
22. Jay et Bob à Degrassi [2/2] (Goin' Down the Road [2/2])

## Saison 5 (2005-2006)
1. Vénus [1/2] (Venus [1/2])
2. Vénus [2/2] (Venus [2/2])
3. Retrouvailles (Death of a Disco Dancer)
4. Liberty n'a plus envie de rire (Foolin')
5. Premier concert (Weddings, Parties, Anything)
6. Les Apprentis (I Still Haven't Found What I'm Looking For)
7. L'Engrenage [1/2] (Turned Out [1/2])
8. L'Engrenage [2/2] (Turned Out [2/2])
9. Au pied du mur (Tell It to My Heart)
10. Le Week-end du club de l'amitié (Redemption Song)
11. Vertiges d'amour [1/2] (The Lexicon of Love [1/2])
12. Vertiges d'amour [2/2] (The Lexicon of Love [2/2])
13. Tous pour un (Together Forever)
14. Aimer sans risque (I Against I)
15. Un secret entre nous [1/2] (Our Lips Are Sealed [1/2])
16. Un secret entre nous [2/2] (Our Lips Are Sealed [2/2])
17. Un retour inattendu (Total Eclipse of the Heart)
18. À la croisée des chemins [1/2] (High Fidelity [1/2])
19. À la croisée des chemins [2/2] (High Fidelity [2/2])

## Saison 6 (2006-2007)
1. Jour de rentrée [1/2] (Here Comes Your Man [1/2])
2. Jour de rentrée [2/2] (Here Comes Your Man [2/2])
3. Injustice (Can't Hardly Wait)
4. Faux espoirs (True Colours)
5. Photos compromettantes [1/2] (Eyes Without a Face [1/2])
6. Photos compromettantes [2/2] (Eyes Without a Face [2/2])
7. Le Sens des affaires (Working for the Weekend)
8. Personne n'est parfait (Crazy Little Thing Called Love)
9. Le Retour de Craig [1/2] (What's It Feel Like to be a Ghost? [1/2])
10. Le Retour de Craig [2/2] (What's It Feel Like to be a Ghost? [2/2])
11. Une nuit de folie (Rock This Town)
12. Le Dernier Aveu de JT (The Bitterest Pill)
13. Séparations (If You Leave)
14. Chute libre [1/2] (Free Fallin' [1/2])
15. Chute libre [2/2] (Free Fallin' [2/2])
16. L'Amour, toujours l'amour (Love My Way)
17. Du virtuel au réel (Sunglasses at Night)
18. Le Bar d'à côté [1/2] (Don't You Want Me [1/2])
19. Le Bar d'à côté [2/2] (Don't You Want Me [2/2])

## Saison 7 (2007-2008)
1. Debout dans la nuit [1/2] (Standing in the Dark [1/2])
2. Debout dans la nuit [2/2] (Standing in the Dark [2/2])
3. L'Amour est un champ de bataille (Love Is a Battlefield)
4. En duo ou en solo ? (It's Tricky)
5. La Mort ou la gloire ? [1/2] (Death or Glory [1/2])
6. La Mort ou la gloire ? [2/2] (Death or Glory [2/2])
7. Comédie (We Got the Beat)
8. Polémiques (Jessie's Girl)
9. Dragon Mauve (Hungry Eyes)
10. Un traitement difficile (Pass the Dutchie)
11. De l'argent à tout prix (Owner of a Lonely Heart)
12. La Menteuse (Live to Tell)
13. Le Rêve d'une vie [1/2] (Bust a Move [1/2])
14. Le Rêve d'une vie [2/2] (Bust a Move [2/2])
15. Mauvaise plaisanterie (Got My Mind Set on You)
16. Mamma Mia (Sweet Child 'O Mine)
17. Confidence pour confidence (Talkin in Your Sleep)
18. Le retour de M. Simpson (Another Brick in the Wall)
19. Une lueur d'espoir (Broken Wings)
20. Trahisons (Ladies Night)
21. Aux abonnés absents (Everything She Wants)
22. Chassés-croisés (Don't Stop Believin')
23. Sauvé par le gong (If This Is It)
24. Au bout du chemin (We Built This City)

## Saison 8 (2008-2009)
1. Uptown Girl [1/2] (Uptown Girl [1/2])
2. Uptown Girl [2/2] (Uptown Girl [2/2])
3. Fighting Spirit (Fight the Power)
4. On y était presque... (Didn't We Almost Have It All)
5. Un garçon pas comme les autres (Man With Two Hearts)
6. Cas de conscience (With or Without You)
7. Money, Money (Money For Nothing)
8. L'Hymne à l'amour [1/2] (Lost in Love [1/2])
9. L'Hymne à l'amour [2/2] (Lost in Love [2/2])
10. Tendances et dépendance (Bad Medicine)
11. L'Insurgé (Causing a Commotion)
12. Dans le feu de l'action (Heat of the Moment)
13. Souvenirs, souvenirs [1/2] (Jane Says [1/2])
14. Souvenirs, souvenirs [2/2] (Jane Says [2/2])
15. Ça plane pour moi (Touch of Grey)
16. Toute première fois (Heart of Glass)
17. Le Bon Choix (Up Where We Belong)
18. Danger permanent (Danger Zone)
19. California Dream [1/4] (Paradise City [1/4])
20. California Dream [2/4] (Paradise City [2/4])
21. California Dream [3/4] (Paradise City [3/4])
22. California Dream [4/4] (Paradise City [4/4])

## Saison 9 (2009-2010)
Au Canada, la première diffusion passe du réseau CTV à MuchMusic à partir du 15e épisode diffusé à partir de mai 2010.
1. C'est comment qu'on freine ? [1/2] (Just Can't Get Enough [1/2])
2. C'est comment qu'on freine ? [2/2] (Just Can't Get Enough [2/2])
3. Photos chocs (Shoot to Thrill)
4. Près de moi (Close to Me)
5. Mauvaise réputation (You be Illin')
6. Ma petite entreprise (Wanna Be Startin' Something)
7. Le Feu [1/2] (Beat It [1/2])
8. Le Feu [2/2] (Beat It [2/2])
9. Coup de foudre à Degrassi (Waiting for a Girl Like You)
10. Parrainage (Somebody)
11. Désillusions [1/2] (Heart Like Mine [1/2])
12. Désillusions [2/2] (Heart Like Mine [2/2])
13. La Route des vacances (Holiday Road)
14. Au-dessus du Dot (Start Me Up)
15. Amour, smoking et limousine (Why Can't This Be Love? [1/2])
16. Une soirée inoubliable (Why Can't This Be Love? [2/2])
17. Madame Degrassi (Innocent When You Dream)
18. Le Regard des autres (In Your Eyes)
19. Toujours in love (Keep on Loving You)
20. À nous Manhattan [1/4] (The Rest of My Life [1/4])
21. À nous Manhattan [2/4] (The Rest of My Life [2/4])
22. À nous Manhattan [3/4] (The Rest of My Life [3/4])
23. À nous Manhattan [4/4] (The Rest of My Life [4/4])

## Saison 10 (2010-2011)
1. La Face cachée du bonheur [1/2] (What a Girl Wants [1/2])
2. La Face cachée du bonheur [2/2] (What a Girl Wants [2/2])
3. Je ne t'aime plus [1/2] (Breakaway [1/2])
4. Je ne t'aime plus [2/2] (Breakaway [2/2])
5. Que des problèmes [1/2] (99 Problems [1/2])
6. Que des problèmes [2/2] (99 Problems [2/2])
7. Je marche seul [1/2] (Better Off Alone [1/2])
8. Je marche seul [2/2] (Better Off Alone [2/2])
9. Le Prix de l'indépendance [1/2] (I Just Don't Know What To Do With Myself [1/2])
10. Le Prix de l'indépendance [2/2] (I Just Don't Know What To Do With Myself [2/2])
11. En toute honnêteté [1/2] (Try Honesty [1/2])
12. En toute honnêteté [2/2] (Try Honesty [2/2])
13. Parlez-moi d'amour [1/2] (You Don't Know My Name [1/2])
14. Parlez-moi d'amour [2/2] (You Don't Know My Name [2/2])
15. Mon corps est une prison [1/2] (My Body Is a Cage |1/2])
16. Mon corps est une prison [2/2] (My Body Is a Cage [2/2])
17. La Saison des pluies [1/2] (Tears Dry on Their Own [1/2])
18. La Saison des pluies [2/2] (Tears Dry on Their Own [2/2])
19. Un éternel combat [1/2] (Still Fighting It [1/2])
20. Un éternel combat [2/2] (Still Fighting It [2/2])
21. Les Pilules du bonheur [1/2] (Purple Pills [1/2])
22. Les Pilules du bonheur [2/2] (Purple Pills [2/2])
23. Tout s'écroule [1/2] (All Falls Down [1/2])
24. Tout s'écroule [2/2] (All Falls Down [2/2])
25. Espoir et confiance [1/2] (Don't Let Me Get Me [1/2])
26. Espoir et confiance [2/2] (Don't Let Me Get Me [2/2])
27. Hésitation [1/2] (Love Lockdown [1/2])
28. Hésitation [2/2] (Love Lockdown [2/2])
29. Désillusions [1/2] (Umbrella [1/2])
30. Désillusions [2/2] (Umbrella [2/2])
31. La Bonne Étoile [1/2] (Halo [1/2])
32. La Bonne Étoile [2/2] (Halo [2/2])
33. Je t'aime, moi non plus [1/2] (When Love Takes Over [1/2])
34. Je t'aime, moi non plus [2/2] (When Love Takes Over [2/2])
35. La Mauvaise Réputation [1/2] (The Way We Get By [1/2])
36. La Mauvaise Réputation [2/2] (The Way We Get By [2/2])
37. J'ai rencontré le Christ [1/2] (Jesus, Etc. [1/2])
38. J'ai rencontré le Christ [2/2] (Jesus, Etc... [2/2])
39. Cache-cache [1/2] (Hide and Seek [1/2])
40. Cache-cache [2/2] (Hide and Seek [2/2])
41. Je cours [1/2] (Chasing Pavements [1/2])
42. Je cours [2/2] (Chasing Pavements [2/2])
43. Fin du monde [1/2] (Drop the World [1/2])
44. Fin du monde [2/2] (Drop the World [2/2])

## Saison 11 (2011-2012)
Elle a été diffusée à partir du 11 juillet 2013 sur MuchMusic et TeenNick.
1. Les Gars du gang [1/2] (Boom Boom Pow (CAN) ou Spring Fever (É-U) [1/2])
2. Les Gars du gang [2/2] (Boom Boom Pow (CAN) ou Spring Fever (É-U) [2/2])
3. Un peu d'amour et d'amitié (Love Game)
4. J’ai quel âge déjà ? (What's My Age Again?)
5. L'Idiot (Idioteque)
6. Identité [1/2] (Cry Me a River [1/2])
7. Identité [2/2] (Cry Me a River [2/2])
8. Ne te laisse pas abattre ! [1/2] (Dirt Off Your Shoulder [1/2])
9. Ne te laisse pas abattre ! [1/2] (Dirt Off Your Shoulder [2/2])
10. Expériences [1/2] (Paper Planes [1/2])
11. Expériences [2/2] (Paper Planes [2/2])
12. Il fallait refuser [1/2] (Should've Said No [1/2])
13. Il fallait refuser [2/2] (Should've Said No [1/2])
14. Révélation [1/2] (U Don’t Know [1/2])
15. Révélation [2/2] (U Don’t Know [2/2])
16. Lâche-toi [1/2] (Lose Yourself [1/2])
17. Lâche-toi [2/2] (Lose Yourself [2/2])
18. Mr Brightside [1/2] (Mr. Brightside [1/2])
19. Mr Brightside [1/2] (Mr. Brightside [2/2])
20. Je t'aime, mais... [1/2] (Extraordinary Machine [1/2])
21. Je t'aime, mais... [2/2] (Extraordinary Machine [2/2])
22. Pokerface [1/2] (Drop It Like It's Hot [1/2])
23. Pokerface [2/2] (Drop It Like It's Hot [2/2])
24. Pas de panique [1/2] (Don't Panic [1/2])
25. Pas de panique [2/2] (Don't Panic [2/2])
26. Salut à tous ! [1/2] (Take a Bow [1/2])
27. Salut à tous ! [2/2] (Take a Bow [2/2])
28. La Fin d'une époque [1/2] (Dead & Gone [1/2])
29. La Fin d'une époque [2/2] (Dead & Gone [2/2])
30. Promenons-nous dans les bois [1/2] (Nowhere to Run (CAN) ou Small Part of Me Says No (É-U) [1/2])
31. Promenons-nous dans les bois [2/2] (Nowhere to Run (CAN) ou Small Part of Me Says No (É-U) [2/2])
32. En dessous de tout [1/2] (Underneath It All [1/2])
33. En dessous de tout [2/2] (Underneath It All [2/2])
34. Plus rien a perdre [1/2] (Can't Tell Me Nothing [1/2])
35. Plus rien a perdre [2/2] (Can't Tell Me Nothing [2/2])
36. Toujours en colère [1/2] (Not Ready to Make Nice [1/2])
37. Toujours en colère [2/2] (Not Ready to Make Nice [2/2])
38. Tourner ma page [1/2] (Need You Now [1/2])
39. Tourner ma page [2/2] (Need You Now [2/2])
40. Tombé pour elle [1/2] (Smash Into You [1/2])
41. Tombé pour elle [2/2] (Smash Into You [2/2])
42. Un soutien sans faille [1/2] (Hollaback Girl [1/2])
43. Un soutien sans faille [2/2] (Hollaback Girl [2/2])
44. C'était déjà toi [1/2] (In the Cold, Cold Night [1/2])
45. C'était déjà toi [2/2] (In the Cold, Cold Night [2/2])

## Saison 12 (2012-2013)
Elle a été diffusée à partir du 16 juillet 2012 sur MuchMusic et TeenNick.
1. Rester soi-même (1/2) (Come As You Are, Part One)
2. Rester soi-même (2/2) (Come As You Are, Part Two)
3. Juste une dernière danse (1/2) (Walking On Broken Glass, Part One)
4. Juste une dernière danse (2/2) (Walking On Broken Glass, Part Two)
5. Argent, très cher (1/2) (Got Your Money, Part One)
6. Argent, très cher (2/2) (Got Your Money, Part Two)
7. Heureux événement (1/2) (Say It Ain't So, Part One)
8. Heureux événement (2/2) (Say It Ain't So, Part Two)
9. Mensonges et trahisons et plus si affinité (1/2) (Closer to Free, Part One)
10. Mensonges et trahisons et plus si affinité (2/2) (Closer to Free, Part Two)
11. Maître du jeu (1/2) (Waterfalls, Part One)
12. Maître du jeu (2/2) (Waterfalls, Part Two)
13. Prison dorée (1/2) (Rusty Cage, Part One)
14. Prison dorée (2/2) (Rusty Cage, Part Two)
15. N'oubliez jamais (1/2) (Never Ever, Part One)
16. N'oubliez jamais (2/2) (Never Ever, Part Two)
17. Non, je ne regrette rien (1/2) (Sabotage, Part One)
18. Non, je ne regrette rien (2/2) (Sabotage, Part Two)
19. Cri du Cœur (1/2) (Scream, Part One)
20. Cri du Cœur (2/2) (Scream, Part Two)
21. À chacun son secret (1/2) (Building a Mystery, Part One)
22. À chacun son secret (2/2) (Building a Mystery, Part Two)
23. Tout ce qui brille (1/2) (Doll Parts, Part One)
24. Tout ce qui brille (2/2 (Doll Parts, Part Two)
25. Jeux dangereux (1/2) (I Want It That Way, Part One)
26. Jeux dangereux (2/2) (I Want It That Way, Part Two)
27. Quitte ou double (1/2) (Tonight, Tonight, Part One)
28. Quitte ou double (2/2) (Tonight, Tonight, Part Two)
29. À nous Las Vegas (1/2) (Viva Las Vegas, Part One)[2]
30. À nous Las Vegas (2/2) (Viva Las Vegas, Part Two)
31. Imprévisible (1/2) (Bitter Sweet Symphony, Part One)
32. Imprévisible (2/2) (Bitter Sweet Symphony, Part Two)
33. Requiem pour un fou (1/2) (Ray of Light, Part One)
34. Requiem pour un fou (2/2) (Ray of Light, Part Two)
35. Karma Police (1/2) (Karma Police, Part One)
36. Karma Police (2/2) (Karma Police, Part Two)
37. Zombie (1/2) (Zombie, Part One)
38. Zombie (2/2) (Zombie, Part Two)
39. Ce n'est qu'un au revoir (1/2) (The Time of My Life, Part One)
40. Ce n'est qu'un au revoir (2/2) (The Time of My Life, Part Two)

## Saison 13 (2013-2014)
Elle a été diffusée à partir du 11 juillet 2013 sur MuchMusic et TeenNick.
1. Les Grandes Vacances (1/2) (Summertime, Part One)
2. Les Grandes Vacances (2/2) (Summertime, Part Two)
3. Paris je t'aime (All I Wanna Do)
4. Mon meilleur ennemi (My Own Worst Ennemy)
5. Cette fille-là (About a Girl)
6. La Zizanie (Cannonball)
7. Chérie (Honey)
8. Adieu Adam (Young Forever)
9. Évidemment (This Is How We Do It)
10. Le Piège (You Got Met)
11. On n'oublie rien (You Oughta Know)
12. Le Droit à l'erreur (Everything You've Done Wrong)
13. Star malgré elle (What Do You Think You Are)
14. À bout de souffle (Barely Breathing)
15. Entente et mésententes (Black or White)
16. Ne me quitte pas (Spiderwebs)
17. Le Monde que je connais (The World I Know)
18. Un homme meilleur (Better Man)
19. Ouvre les yeux (Dig Me Out)
20. En avant toute (Power to the People)
21. Pas de surprise (No Surprises)
22. Fou furieux (Basket Case)
23. Plus jamais ça (1/2) (Unbelievable)
24. Plus jamais ça (2/2) (Sad but True)
25. Une nouvelle chance (What It's Like)
26. Au-delà des apparences (Close To Me)
27. Injustice (Army of Me)
28. La Fin d'une époque (Everything Is Everything)
29. Le Feu aux poudres (1/2) (Sparks Will Fly, Part One)
30. Le Feu aux poudres (2/2) (Sparks Will Fly, Part Two)
31. Comme c'est bizarre (You Are Not Alone)
32. Une seconde chance (Enjoy the Silence)
33. Amour ou amitié (How Bizarre)
34. Mon héros (My Hero)
35. Ensorcellement (Hypnotize)
36. Amour interdit (Out of My Head)
37. Le Procès (Believe, Part One)
38. Vérités (Believe, Part Two)
39. Le Bal (Thunderstruck, Part One)
40. Révélations (Thunderstruck, Part Two)

## Saison 14 (2014-2015)
Elle a été diffusée à partir du 28 octobre 2014 sur MTV Canada et TeenNick.
1. Penchants différents (Smells Like Teen Spirit)
2. J'assume ! (Wise Up)
3. Ouvre les yeux (If You Could Only See)
4. Un seul enfant de toi (Can't Stop This Thing We Started)
5. Tensions familiales (There's Your Trouble)
6. Folle de lui ((You Drive Me) Crazy)
7. Partir ou rester (I'll Be Missing You)
8. Les démons de Miles (Hush)
9. Enquêtes et découvertes (Something's Got To Give)
10. La vérité éclate toujours (Hero V.S. Villain)
11. Le monde est injuste (1/2) (Firestarted, Part One)
12. Le monde est injuste (2/2) (Firestarted, Part Two)
13. On ne rigole plus (Watch Out Now)
14. Envie de t'embrasser (Ready or Not)
15. La liste des souhaits (Wishlist)
16. À ma place (Walking in My Shoes)
17. Ce que je ressens (Get It Together)
18. Donne-moi une raison (Give Me One Reason)
19. Tourner la page (I Wanna Be Adored)
20. Sexe, drogue et comédie musicale (Teen Age Riot)
21. Règlements de comptes (The Kids Aren't Alright, Part One)
22. Le grand soir (The Kids Aren't Alright, Part Two)
23. Enfin (1/2) (Finally, Part One)
24. Enfin (2/2) (Finally, Part Two)
25. Les mystères de l'été... (1/4) (Don't Look Back, Part One)
26. Les mystères de l'été... (2/4) (Don't Look Back, Part Two)
27. Les mystères de l'été... (3/4) (Don't Look Back, Part Three)
28. Les mystères de l'été... (4/4) (Don't Look Back, Part Four)